# Fjodor Koltšin
Fjodor Koltšin (ur. 24 lutego 1957 w Moskwie, zm. 11 kwietnia 2018) – estoński kombinator norweski pochodzenia rosyjskiego reprezentujący Związek Radziecki. Olimpijczyk (1980), wicemistrz świata juniorów (1977). Wielokrotny medalista mistrzostw Związku Radzieckiego oraz Estonii.

## Życiorys
W 1977 został wicemistrzem świata juniorów w konkursie indywidualnym (bieg indywidualny – K90/15 km). W mistrzostwach świata juniorów uczestniczył jeszcze dwukrotnie – w 1975 roku był 12., a w 1976 szósty.
W 1980 wystartował w Zimowych Igrzyskach Olimpijskich 1980, zajmując w konkursie indywidualnym 15. lokatę. Dwa lata później wziął udział w mistrzostwach świata seniorów, plasując się indywidualnie na 25. pozycji.
Wielokrotnie stawał na podium mistrzostw Związku Radzieckiego w kombinacji norweskiej – indywidualnie zdobywał tytuł mistrzowski w 1977, a drużynowo w 1980 i 1981. Dwukrotnie stawał także na podium indywidualnych letnich mistrzostw ZSRR w tej dyscyplinie – w 1980 był drugi, a rok później pierwszy. W 1981 został także podwójnym mistrzem Estonii, zwyciężając w indywidualnej rywalizacji zarówno w kombinacji norweskiej, jak i skokach narciarskich.
Wiele razy zdobywał medale mistrzostw Związku Radzieckiego i Estonii w kombinacji norweskiej w kategoriach juniorskich (do lat 16, 18 i 20). Okazjonalnie startował w zawodach skoków narciarskich rozgrywanych w krajach bloku wschodniego.
Po zakończeniu kariery sportowej przez kilka lat pracował jako trener kombinacji norweskiej, a następnie podjął pracę poza sportem.

## Życie prywatne
Koltšin był synem biegaczy narciarskich – Pawła i Alewtiny Kołczinów. Jego dzieci – Kristina i Kristian Väyrynen urodziły się w Estonii, jednak później zamieszkały w Finlandii. Miał jedną wnuczkę.
Był absolwentem Uniwersytetu w Tartu. Po zakończeniu kariery sportowej pracował w Estonii jako kierowca ambulansów i muzyk.
Zmarł w kwietniu 2018 roku.